# Дропла (област Добрич)
 Тази статия е за селото в Област Добрич.  За другото българско село с това име вижте Дропла (Област Бургас).  
Дропла е село в Североизточна България. То се намира в община Балчик, област Добрич.

## География
Селото е разположено на кръстопътя Балчик - Генерал Тошево и Добрич - Каварна (през с. Василево), на 25 км от брега на Черно море.
Релефът е равнинен, с изключително плодороден чернозем. Землището на селото надхвърля 40 000 дка. Огромните ниви са предпазени от лесозащитни пояси.
Населението се състои предимно от българи и малко турци.

## История
Първоначално на мястото на селото е имало две махали: Търновка и Тойкоюсу (на турски – трите кладенеца). Търновка е създадена от българи, преселили се от с. Търновка, Николаевска губерния, днешна Украйна, а в Тойкоюсу от други части на Русия. След Крайовската спогодба с Румъния, при връщането на Южна Добруджа на България, между двете махали са заселени преселци от Румъния (основно от района на Тулча и Фрикацей. Така, през 1940 г. се образува днешното с. Дропла.
Село Търновка в Николаевска губерния (днешна Украйна) е създадена от българи, бежанци от Странджа планина, от района на Малко Търново (и оттам – Търновка) в края на 18 век (около 1795 година). Запазват етноса, езика, бита и културата си. Част от техните потомци се завръщат в България през 1885 година и се заселват в Добруджа. В Украйна все още има с. Търновка, населено с етнически българи.
През 1950 г. в селото функционира всестранна взаимоспомагателна кооперация.

## Население
Численост на населението според преброяванията през годините:
| \| Година на преброяване \| Численост \| \| --------------------- \| --------- \| \| 1934 \| 859 \| \| 1946 \| 899 \| \| 1956 \| 926 \| \| 1965 \| 1059 \| \| 1975 \| 783 \| \| 1985 \| 597 \| \| 1992 \| 500 \| \| 2001 \| 390 \| \| 2011 \| 259 \| \| 2021 \| 194 \| |           |
| Година на преброяване | Численост |
| 1934 | 859       |
| 1946 | 899       |
| 1956 | 926       |
| 1965 | 1059      |
| 1975 | 783       |
| 1985 | 597       |
| 1992 | 500       |
| 2001 | 390       |
| 2011 | 259       |
| 2021 | 194       |

### Етнически състав

#### Преброяване на населението през 2011 г.
Численост и дял на етническите групи според преброяването на населението през 2011 г.:
|                     | Численост | Дял (в %) |
| Общо                | 259       | 100.00    |
| Българи             | 107       | 41.31     |
| Турци               | 56        | 21.62     |
| Цигани              | ?         | ?         |
| Други               | ?         | ?         |
| Не се самоопределят | ?         | ?         |
| Неотговорили        | 92        | 35.52     |

## Културни и природни забележителности
В селото е възстановен Йовковия Антимовски хан.

## Редовни събития
Годишен сбор на 6 май.

## Личности
Несъмнено най-известната личност от селото е Георги Антонов Петков – комунист, член на ДРО (Добруджанска революционна организация), съратник на Добри Атанасов – Орлов. Председател на ТКЗС-с. Дропла 25 години – от основаването на кооперацията, до пенсионирането си. Под негово ръководство ТКЗС-с. Дропла е 4 пъти национален първенец по общи показатели от дейността си. Заслужил деятел на селското стопанство